# Roland Schreglmann
Roland Schreglmann (* 9. Mai 1988 in München) ist ein deutscher Schauspieler.

## Leben
Von 2007 bis 2010 studierte er Schauspiel an der Schauspielschule Schauspiel München. Bereits im Alter von 10 Jahren stand er für Die Ehrabschneider unter der Regie von Monika Baumgartner vor der Kamera.
Im Kino war er u. a. in der Trilogie Beste Zeit, Beste Gegend und Beste Chance von Marcus H. Rosenmüller, sowie im Film Die Wolke von Gregor Schnitzler zu sehen. International feierte er sein Filmdebüt mit 1864 unter der Regie von Ole Bornedal.
Er war von 2014 bis 2017 festes Ensemble-Mitglied am Landestheater Niederbayern in Landshut.
Seit 2017 spielt er die Rolle des Moritz Goldhammer in der vom Bayerischen Rundfunk produzierten Serie „Hindafing“.
Auf dem Disney Channel Deutschland präsentiert er als „Assistenzkoch Roland“ in fünf Staffeln die Kinder Comedy Kochshow „An die Töpfe, Fertig, Lecker!“.
Roland Schreglmann war zwei Jahre Mitglied beim Tölzer Knabenchor und acht Jahre Mitglied bei den Münchner Chorbuben.
Seit 2023 ist er als Double von CSU-Generalsekretär Martin Huber beim Singspiel auf dem Münchner Nockherberg zu sehen.

## Filmografie (Auswahl)
- 1998: Die Ehrabschneider
- 2003: Pumuckl und sein Zirkusabenteuer
- 2004: Forsthaus Falkenau (Staffel 11–18)
- 2005: Die Wolke
- 2006: Beste Zeit
- 2007: Beste Gegend
- 2006–2008: Disney’s kurze Pause
- 2008: Der Froschkönig (ARD-Märchenfilmreihe Sechs auf einen Streich)
- 2008–2011: Spezlwirtschaft
- 2008–2020: Die Rosenheim-Cops (Fernsehserie, verschiedene Rollen)
- 2009: Gottes mächtige Dienerin
- 2011: Schwitzkasten
- 2011: Unter anderen Umständen – Mord im Watt
- 2012: Burger Deluxe
- 2013: Hubert und Staller – Wer A sagt...
- 2013: Die goldene Gans
- 2013: Rockabilly Requiem
- 2014: Beste Chance
- 2016: Verrückt nach Fixi[7]
- 2017–2019: Hindafing (Fernsehserie, 1+2 Staffel, 12 Folgen)
- 2017–2021: An die Töpfe, Fertig, Lecker!
- 2018: Die Spezialisten – Im Namen der Opfer (Fernsehserie, Folge Gastfeindschaft)
- 2019: Bettys Diagnose (Fernsehserie, Folge Herzschläge)
- 2020: Die Chefin (Fernsehserie, Folge Goliath)
- 2020: Hubert ohne Staller – Daumen hoch
- 2021: In aller Freundschaft – Die jungen Ärzte (Fernsehserie, Folge Herzstolpern)
- 2021: Ein Krimi aus Passau – Zu jung zu sterben
- 2021: Hannes
- 2021: Nie zu spät
- 2022: Schon tausendmal berührt
- 2022: Zu jung zu sterben. Ein Krimi aus Passau
- 2024: In aller Freundschaft (Fernsehserie, Folge Helfer in der Not)

## Theater (Auswahl)
- 2011–2013: Schüler von Ertzum in Der Blaue Engel von Peter Turrini, Euro-Studio Landgraf (Regie: Frank Matthus)
- 2014: Erich Collin in Comedian Harmonists von Gottfried Greiffenhagen, Landestheater Niederbayern (Regie: Stefan Tilch)
- 2015: Christopher Boon in Supergute Tage oder Die sonderbare Welt des Christopher Boone von Simon Stephens, Landestheater Niederbayern (Regie: Markus Bartl)
- 2016: Verschiedene Rollen in Loriots Szenen einer Ehe, Landestheater Niederbayern (Regie Wolfgang Maria Bauer)
- 2016: Liam in Die Waisen von Dennis Kelly, Landestheater Niederbayern (Regie: Claus Tröger)
- 2016: Brad Majors in Die Rocky Horror Show von Richard O’Brien, Landestheater Niederbayern (Regie: Ursula Lysser)
- 2017: August der Starke in Das tapfere Schneiderlein von Franziska Reichenbacher, Bad Hersfelder Festspiele (Regie: Franziska Reichenbacher)
- 2017: Verschiedene Rollen in Liebesrausch – mit der Vespa durch Shakespeares Italien von Ioan C. Toma & Gerd Lohmeyer, (Regie: Ioan C. Toma)
- 2018–2019: Adam in Shakespeare in Love von Marc Norman / Tom Stoppard, Bad Hersfelder Festspiele (Regie: Antoine Uitdehaag)